# Lewis H. Pounds

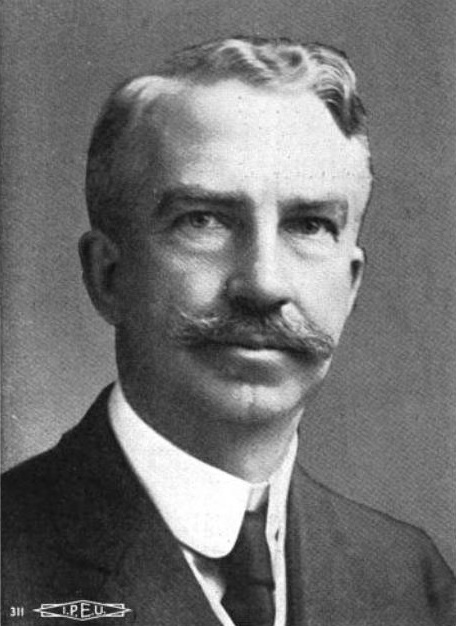
Lewis H. Pounds

Lewis Humphrey Pounds (* 9. April 1860 in Eaton, Ohio; † 16. Dezember 1947 in New York City) war ein US-amerikanischer Geschäftsmann und Politiker. Er war von 1925 bis 1927 Treasurer of State von New York und die letzte Person, welche dieses Amt bekleidete.

## Werdegang
Lewis Pounds’ Kindheit wurde vom Bürgerkrieg überschattet. Er graduierte am Oberlin College und dann an der Boston University. Um 1893 zog er in die damals noch eigenständige Stadt Brooklyn, wo er als Immobilienmakler und Bauunternehmer tätig war. In der Folgezeit heiratete er Carrie Stilson († 1940).
Pounds war Kommissar für öffentliche Bauarbeiten in Brooklyn, als er am 3. Juli 1913 zum Borough President von Brooklyn gewählt wurde. Er bekleidete den Posten bis 1917. Bis heute ist er der einzige republikanische Borough President von Brooklyn in der Geschichte. Am 30. April 1921 wurde er zu einem der ersten sechs Kommissare der Port of New York Authority berufen und später zu deren Präsident.
Er wurde 1924 zum Treasurer of State von New York gewählt. Bei der Wahl besiegte er den Amtsinhaber George K. Shuler von der Demokratischen Partei. Gouverneur Al Smith unternahm eine wichtige Neuordnung der Staatsregierung während seiner vierten Amtszeit. Das Amt des Treasurer of State wurde am 1. Januar 1927 mit dem Department of Audit and Control unter dem New York State Comptroller zusammengelegt.
Nach dem Rücktritt von Jimmy Walker kandidierte Pounds für den Posten des Bürgermeisters von New York City. Bei der Wahl erlitt er aber eine Niederlage gegenüber dem Demokraten John P. O’Brien.
Pounds nahm 1908, 1936 und 1940 als Delegierter an den Republican National Conventions teil.
Er verstarb in seinem Heim an der 317 East Seventeenth Street in Brooklyn und wurde dann auf dem Northport Rural Cemetery in Northport (New York) beigesetzt.